# Nor Kesaria
Nor Kesaria là một đô thị thuộc tỉnh Armavir, Armenia. Dân số ước tính năm 2011 là 1600 người. Đô thị này thuộc vùng đô thị Yerevan.